# История Бадена
История Бадена
После утверждения господства франков над баденскими аламаннами между последними стало распространяться христианство. Неоднократные попытки восстановить независимость страны, особенно в правление герцога Готфрида, от которого ведет своё происхождение Баденский дом, не имели успеха. Пипин Короткий в 748 году упразднил герцогство Аламаннию, но потомки Готфрида, Герольд и его сын Бертольд, ещё оставались ландграфами в Бааре. Последующая история упоминает о Гебхарде, графе Брейсгауском и потомке одного из баарских Бертольдов. Это был отец герцога Бертольда, который построил в Брейсгау замок Церинген, и с которого начинается непрерывный ряд государей Церингенского дома.
Бертольд I получил от императора Генриха III право на занятие престола в герцогстве Швабии в случае смерти престарелого герцога Отгона Швейнфуртского, и ещё при жизни последнего принял герцогский титул, который передал в 1078 году старшему сыну Бертольду II вместе со своими владениями в Брейсгау, Ортенау, Шварцвальде и Неккаргау. Его потомки в мужском колене получили герцогство Бургундское, но могли удержать за собой только часть его, и их род пресекся в 1218 году с Бертольдом V.
Второй сын Бертольда I, Германн I, ещё при жизни отца владел Хахбергом под Эммендингеном в Брейсгау. В 1212—1590 годах существовало маркграфство Баден-Хахберг, перешедшее впоследствии к баденским государям. Под конец жизни Герман I удалился в монастырь, где и умер ещё ранее своего отца, в 1074 году.
Его наследником был сын его, Герман II (умер в 1130 году), впервые принявший титул маркграфа Баденского и бывший родоначальником нынешнего Баденского дома.
Его правнуки, Герман V и Генрих, разделили между собой наследство в 1190 году и основали две линии, первый — Баденскую, а второй — Баден-Хахбергскую.
Герман V получил от императора Фридриха II в обмен на перешедшую по наследству к его жене половину города Брауншвейга город Дурлах, бывшее владение герцогов церингенских, и Эттлинген, в качестве лена.
Из двух его сыновей, Рудольф был продолжателем Баденской линии. Старший же сын, Герман VI, через свою жену Гертруду, герцогиню австрийскую, получил право на австрийское герцогство и вступил во владение им, но спустя два года был отравлен, а его сын Фридрих, вместе с Конрадином Швабским, в 1268 году был обезглавлен в Неаполе, и баденский дом лишился этого богатого наследства.
Сыновья Германа VI, Фридрих и Рудольф IV, были родоначальниками двух новых линий. Линия Фридриха вскоре пресеклась, колено же Рудольфа продолжалось. Дальнейшая история Бадена представляет ряд непрерывных разделов, весьма гибельных для страны.
Маркграф Кристоф I (умер в 1527 году) соединил все баденские земли и снова разделил их между тремя своими сыновьями, из которых один вскоре умер, а два другие основали линии Баден-Баденскую и Баден-Дурлахскую.
Основатель Баден-Баденского дома, Бернхард (умер в 1536 году), ввёл в своих владениях Реформацию.
Его внук Филипп был отдан под опеку герцога Баварского, который во время этой опеки отменил в стране евангелическое учение. Филипп умер в 1588 году, и страна перешла во владение к его двоюродному брату Эдуарду, принявшему католичество.
Эдуард (умер в 1600 году), мало заботился об управлении, жил за границей и наделал много долгов. Поэтому император Рудольф II передал управление Баденом герцогам Баварским и Лотарингским. Этому решению воспротивился маркграф Эрнст-Фридрих и в 1599 году вступил во владение Баденом; только в 1629 году страна снова перешла к сыну Эдуарда, маркграфу Вильгельму (умер в 1677 году).
Его внук и преемник Людвиг Вильгельм был известный полководец.
Баден-Баденская линия пресеклась в 1771 году со смертью маркграфа Августа-Георга, и все баденские земли были снова соединены.
Второй сын Кристофа I, Эрнст (умер в 1553 году), был основателем линии Баден-Дурлахской. Он принял протестантское учение, которое сын его, Карл II (умер в 1577 году), ввёл во всей стране.
Сын последнего, Эрнст-Фридрих, в 1584 году снова разделил страну со своими братьями Иаковом и Георгом-Фридрихом. Он перешёл из лютеранской веры в реформатскую, продал Вюртембергу в 1590 году округи Безигхайм и Мундельсхайм, а в 1603 году округи Альтенштейг и Либенцелль и умер в 1604 году бездетным.
Его брат Георг-Фридрих отказался от правления в пользу своего старшего сына Фридриха V, а сам выступил в поход против императора Фердинанда, для защиты курфюрста пфальцского Фридриха V, но 7 мая 1622 года при Вимпфене был разбит Тилли.
Фридриху V наследовал в 1659 году Фридрих VI, который присоединил к Баден-Дурлаху Филипсбург.
Его сын Фридрих Магнус, вступил в управление в 1677 году. Вследствие вторжения в Баден французов, он принужден был до 1697 года проживать в Базеле. После мира, заключённого в Рисвике, он старался восстановить разрушенное благосостояние страны и умер в 1709 году.
Ему наследовал сын его, Карл III, который в 1715 году построил новую столицу Карлсруэ и в память этого события учредил орден «верности».
Он умер в 1738 году, и на престол вступил его внук Карл-Фридрих. В правление этого государя и при содействии министров, Гана и Эдельсгейма, баденские владения значительно расширились. По Прессбургскому миру 1805 года к Бадену было присоединено старинное родовое владение герцогов церингенских — Брейсгау. Благодаря вступлению в Рейнский союз, Баден был переименован в великое герцогство и к нему присоединены большая часть фюрстернбергских владений, ландграфство Клетгау, княжество Лейнинген и прочие.
Великий герцог Карл-Фридрих умер в 1811 году, и так как старший сын его во время путешествия по Швеции убился при падении из опрокинувшегося экипажа 15 декабря 1801 года, то правление перешло к его внуку, Карлу-Людвигу-Фридриху (родился в 1786 году), который в 1806 году женился на приёмной дочери Наполеона I, Стефании. После битвы при Лейпциге он вышел из Рейнского союза и вступил в Германский союз.
Вследствие объявления курфюрста Карла-Фридриха неограниченным монархом 5 мая 1806 года, сословное представительство Брейсгау прекратилось, и на Венском конгрессе баденское правительство принадлежало к числу тех, которые высказались против всеобщего обязательства ввести представительный образ правления. Население потребовало, однако, конституционных гарантий. В это же время Бавария, ссылаясь на старинные договоры о правах престолонаследия, заявила притязания на большую часть баденской земли. Великий герцог Карл-Людвиг-Фридрих решительно отверг баварские притязания и незадолго до своей смерти, 8 декабря 1818 года, издал, как новый залог объединения всей страны конституцию 22 августа 1818 года, в которой установлен был между прочим и принцип нераздельности страны.
Карл-Людвиг-Фридрих не оставил после себя наследников в мужском колене, и преемником его сделался брат его отца, маркграф Людвиг-Вильгельм-Август (родился 9 февраля 1763 года). В его правление целость баденских владений, по акту 10 июля 1819 года, была поставлена под защиту России, Австрии, Англии и Пруссии, и признано право престолонаследия его сводных братьев, маркграфов Гохбергов, что, однако, не помешало Баварии возобновить 3 июля 1827 года свои притязания на вознаграждение за уступленную Баденом Франции часть графства Шпонгейм.